# جانوس ماروزسان
جانوس ماروزسان (بالمجرية: Marozsán János)‏ هو لاعب كرة قدم مجري في مركز الوسط، ولد في 13 مايو 1965 في Újfehértó ‏ في المجر. شارك مع منتخب المجر لكرة القدم. أما مع النوادي، فقد لعب مع نادي بودابست هونفيد ونادي ساربروكن.

## وصلات خارجية
- جانوس ماروزسان على موقع قاعدة بيانات كرة القدم.إي يو (الإنجليزية)
- جانوس ماروزسان على موقع ناشيونال فوتبول تيمز (الإنجليزية)